# Equity & Law
Equity & Law was een van oorsprong Engelse verzekeraar die begin jaren 70 het Europese vasteland wilde bereiken, door een vestiging te openen in Den Haag (Equity & Law The Hague Office)

## Geschiedenis
Het bedrijf Equity & Law is in 1844 opgericht. Deze verzekeringsmaatschappij groeide in de 20e eeuw uit tot de 3e verzekeraar van Groot-Brittannië. Het heeft vestigingen in Engeland, Wales, Schotland en Ierland.
Eind jaren 60 ontstond het plan om ook op het Europees vasteland voet aan de grond te krijgen, en de verzekeringspraktijken langzaamaan uit te breiden naar de rest van Europa. Hiertoe werd een nieuwe vestiging geopend in Den Haag in een oud pand aan het Lange Voorhout nummer 7. Vanuit het hoofdkantoor in High Wycombe werd in eerste instantie een Engelse directeur aangesteld, Jeff Medlock.
Vanuit dit kantoor in Den Haag werden de eerste levensverzekeringen ontwikkeld op basis van Staats- en Gemeenteleningen die destijds een goed rendement gaven (circa 8%). In de eerste jaren werd goed zaken gedaan, vooral door scherpe risicotarieven en het feit dat bij gemengde en restitutie verzekeringen op de offertes (en op de polis) ook de investering werd vermeld. Hieruit kon de verzekeringnemer makkelijk de kosten en provisie afleiden. Deze openheid en transparantie werd met argwaan bekeken door de traditionele Nederlandse verzekeraars, maar werd korte tijd later bekend onder de slogan: Equity & Law, helder als glas!

## Korte Voorhout 20
Door het prille succes van Equity & Law als nieuwkomer in de Nederlandse verzekeringsmarkt werd het pand aan het Lange Voorhout al snel te klein, en werd een nieuw onderkomen gevonden in een nieuw gebouwd pand aan het Korte Voorhout nummer 20, waar kort daarna aan de overzijde het Ministerie van Financiën werd verwelkomd. Het nieuwe gebouw grensde aan de Franse Ambassade en daarnaast was de Amerikaanse Ambassade gevestigd. Korte Voorhout 20 was een unieke locatie, op loopafstand van het Centraal Station, en met zicht op het Malieveld en het Hertenkamp. In augustus 1973 betrok men deze locatie. Vanaf 2003 stond dit gebouw grotendeels leeg en in 2013 is het pand samen met de voormalige Franse ambassade gesloopt, om plaats te maken voor nieuwbouw van de Hoge Raad.

## Overname
Equity & Law is in 1987 overgenomen door het Franse AXA en ging verder als AXA Equity & Law, waarna de Nederlandse activiteiten werden ondergebracht in Axa Leven. De naam Equity & Law verdween in 1997 definitief, nadat AXA het Britse Sun Life inlijfde en verderging als AXA Insurance. Uiteindelijk zijn de Nederlandse activiteiten van AXA in 2007 overgenomen door Reaal, zodat wat ooit Equity & Law was, in 2008 definitief kwam te verdwijnen van de Nederlandse markt.